# Maria Laura Rocca
Maria Laura Rocca, pseudonimo di Maria Laura Gayno (Pasian di Prato, 5 ottobre 1917 – Roma, 6 maggio 1999), è stata un'attrice e scrittrice italiana, attiva fra gli anni cinquanta e gli anni sessanta.
È apparsa in diversi film peplum, ma anche in film comici (anche a fianco di Totò), storici e di contenuto drammatico, come nel caso di Achtung! Banditi! di Carlo Lizzani.

## Biografia
Figlia di Oreste Gayno, cartosiano, e di Maria Borneto, genovese, trascorse la sua adolescenza a Pegli. Fece un lungo apprendistato in teatro, esperienza che le fornì un bagaglio recitativo pressoché impeccabile, lavorando soprattutto con Teresa Franchini, sua maestra di recitazione. Lavorò inoltre, accanto a Lamberto Picasso, prima al Teatro Moderno e poi in quello pirandelliano di Roma.
Elegante e dalla fisionomia particolarmente aristocratica, la Gayno (che assunse il nome d'arte di Maria Laura Rocca, prendendo spunto dal nome della nonna, Ottavia Rocca) approdò al cinema piuttosto tardi, superati i trent'anni, comparendo brevemente nel film del 1950 Totò cerca moglie, diretto da Carlo Ludovico Bragaglia. Negli anni seguenti fu presente in numerose pellicole, dimostrandosi interprete raffinata e duttile. Si è anche dedicata alla scrittura, ed ha pubblicato nel 1959 il libro Cina senza muraglia, contenente una lettera di Francesco Flora.
Negli ultimi anni di carriera, in mancanza di importanti ingaggi, lavorò soprattutto in pellicole peplum, non venendo valorizzata al meglio. Abbandonato il cinema alla fine degli anni sessanta, tornò per qualche anno in teatro. Lavorò ancora come sceneggiatrice (con lo pseudonimo di Mary Eller) nel film L'inafferrabile invincibile Mr. Invisibile, diretto da Antonio Margheriti e distribuito nel 1970. Tornò ad essere attiva sul piccolo schermo nella seconda metà degli anni settanta, apparendo in numerosi sceneggiati di notevole successo, per poi ritirarsi definitivamente dalle scene.
Sposatasi nel 1937 con il colonnello Giuseppe Bisazza, divenne nel 1939 madre di Oreste, anch'egli attore, ma solamente di prosa. Dopo l'8 settembre 1943, in quanto ebrea, dovette fuggire col figlio in Svizzera. Il bambino venne affidato ad una famiglia del luogo, mentre lei visse in un centro di internamento dove fece la conoscenza di Umberto Terracini, politico comunista e futuro presidente dell'Assemblea Costituente. Dopo l'annullamento del matrimonio, ottenuto all'estero e poi convalidato dalle autorità italiane, nel giugno del 1948 si risposò con Terracini, del quale rimase vedova nel 1983.
È morta in una clinica romana, in seguito ad una lunga malattia, nel 1999, all'età di ottantuno anni. È sepolta nel cimitero di Cartosio, vicino al marito Umberto Terracini.

## Filmografia

### Attrice
- Totò cerca moglie, regia di Carlo Ludovico Bragaglia (1950)
- Achtung! Banditi!, regia di Carlo Lizzani (1951)
- Art. 519 codice penale, regia di Leonardo Cortese (1952)
- Ai margini della metropoli, regia di Carlo Lizzani (1953)
- Per salvarti ho peccato, regia di Mario Costa (1953)
- Disonorata (senza colpa), regia di Giorgio Walter Chili – accreditata come Laura Rocco (1954)
- Canzone d'amore, regia di Giorgio Simonelli (1954)
- Una pelliccia di visone, regia di Glauco Pellegrini – accreditata come Maria Luisa Rocca (1956)
- Caterina Sforza, la leonessa di Romagna, regia di Giorgio Walter Chili (1959)
- Tempi duri per i vampiri, regia di Steno – non accreditata (1959)
- Un amore a Roma, regia di Dino Risi (1960)
- L'oro di Roma, regia di Carlo Lizzani (1961)
- L'ira di Achille, regia di Marino Girolami (1962)
- Venere imperiale, regia di Jean Delannoy (1963)
- Il crollo di Roma, regia di Antonio Margheriti (1963)
- L'ultimo gladiatore, regia di Umberto Lenzi (1964)
- La sfinge sorride prima di morire - Stop Londra, regia di Duccio Tessari – accreditata come Manuela Kent (1964)
- Oltraggio al pudore, regia di Silvio Amadio – accreditata come Manuela Kent (1964)
- Lo scippo, regia di Nando Cicero (1965)
- L'uomo di Toledo, regia di Eugenio Martín (1965)
- Te lo leggo negli occhi, regia di Camillo Mastrocinque (1966)

### Sceneggiatrice
- L'inafferrabile invincibile Mr. Invisibile, regia di Antonio Margheriti – accreditata come Mary Eller (1970)

## Opere
- Laura Rocca Terracini, Francesco Flora, Cina senza muraglia, Rocca San Casciano, Cappelli, 1959,  p. 158.
- Mary Eller, L'inafferabile Mister Invisibile, illustrazioni di Cesare Bertuzzi, Bologna, Cappelli, 1970,  p. 189.